# José María Higareda
José María Higareda Gálvez, (Guadalajara, 16 de junio de 1968) es un exfutbolista mexicano, jugaba de Defensor lateral y se retiró jugando para el Club Necaxa de la Primera División de México.

## Trayectoria
Salió de las fuerzas básicas de los Leones de la U.de G ahí debutó en la 89-90 a la mitad de la temporada y su desempeño fue suficiente para llegar a jugar la final contra Puebla con apenas 8 partidos de experiencia en el máximo circuito. Se quedó en Guadalajara hasta la 93-94, cuando vivió el descenso y la desaparición de su primer equipo. De ahí saltó al Necaxa de Manuel Lapuente y en su primer año ganó el campeonato, para la 95-96 seguiría como titular en el bicampeonato y enfrentaría sus primeros llamados a la selección mayor rumbo a Francia 98.
A finales del Verano 97 una lesión en la rodilla interrumpió ese proceso y se perdió no solo de la justa mundial, sino también de los siguientes 2 torneos. Para el Invierno 98 regresó a su forma y llegó a su cuarta final profesional, en la que levantó su tercer título. Se mantuvo en el plantel titular hasta el Invierno 2000 y en ese periodo disputó un Mundial de Clubes con gran nivel y eso le ganó su regreso a la selección para la Copa Oro 2000.
Para el Verano 2001 se fue a préstamo a Puebla, acompañado de otra gran figura de rayos El Ratón Zárate. La directiva esperaba de sus refuerzos demasiado para un equipo mal formado y tan solo jugó tres temporadas sin mucho éxito y cometiendo varios errores en la zaga. Así en el Apertura 2002 fue registrado con San Luis aunque no disputó ningún partido y para el Clausura 2003 se encontraba de nuevo en Necaxa. Tuvo finalmente tres temporadas regulares y luego, en el Apertura 2004 y Clausura 2005 ya no entraba en planes, pero sin mejor oferta en el régimen de transferencias decidió terminar su contrato y retirarse aunque jugó muy poco esos torneos.

## Estadísticas

### Clubes
La siguiente tabla detalla los encuentros disputados y los goles marcados en los clubes en los que ha militado.
| Universidad de Guadalajara · México | 1989-90             | 12  | 0 | 1  | 0 | -  | - | 13  | 0  |
| Universidad de Guadalajara · México | 1990-91             | 25  | 1 | 6  | 1 | -  | - | 31  | 2  |
| Universidad de Guadalajara · México | 1991-92             | 27  | 0 | 4  | 0 | -  | - | 31  | 0  |
| Universidad de Guadalajara · México | 1992-93             | 15  | 1 | -  | - | -  | - | 15  | 1  |
| Universidad de Guadalajara · México | 1993-94             | 18  | 0 | -  | - | -  | - | 18  | 0  |
| Universidad de Guadalajara · México | Total               | 97  | 2 | 11 | 1 | -  | - | 108 | 3  |
| C. Necaxa · México | 1994-95             | 39  | 6 | 3  | 0 | 5  | 0 | 47  | 6  |
| C. Necaxa · México | 1995-96             | 39  | 0 | 3  | 0 | 2  | 0 | 44  | 0  |
| C. Necaxa · México | 1996-97             | 38  | 1 | 6  | 0 | -  | - | 44  | 1  |
| C. Necaxa · México | 1997-98             | 1   | 0 | -  | - | -  | - | 1   | 0  |
| C. Necaxa · México | 1998-99             | 37  | 0 | 1  | 0 | 4  | 0 | 42  | 0  |
| C. Necaxa · México | 1999-00             | 27  | 0 | -  | - | 10 | 0 | 37  | 0  |
| C. Necaxa · México | 2000                | 11  | 0 | -  | - | -  | - | 11  | 0  |
| C. Necaxa · México | 2003                | 7   | 0 | -  | - | 2  | 0 | 9   | 0  |
| C. Necaxa · México | 2003-04             | 36  | 0 | -  | - | -  | - | 36  | 0  |
| C. Necaxa · México | 2004-05             | 6   | 0 | 0  | 0 | -  | - | 6   | 0  |
| C. Necaxa · México | Total               | 241 | 7 | 13 | 0 | 23 | 0 | 277 | 7  |
| Puebla F.C. · México | 2001                | 21  | 0 | -  | - | -  | - | 21  | 0  |
| Puebla F.C. · México | 2001-02             | 28  | 0 | -  | - | -  | - | 28  | 0  |
| Puebla F.C. · México | Total               | 49  | 0 | -  | - | -  | - | 49  | 0  |
| San Luis F.C. · México | 2002                | 0   | 0 | -  | - | -  | - | 0   | 0  |
| San Luis F.C. · México | Total               | 0   | 0 | -  | - | -  | - | 0   | 0  |
| Total en su carrera | Total en su carrera | 387 | 9 | 24 | 1 | 23 | 0 | 434 | 10 |
| (1)Incluye datos de la Liga MX (1989-2005) (2)Incluye datos de la Copa México (1989-1992,1994-1997), Pre-Pre Libertadores (1999) e InterLiga (2005) (3)Incluye datos de la Copa Mundial de Clubes de la FIFA (2000), Pre-Libertadores (1999) y Concacaf Liga de Campeones (1996, 1999 y 2002-03) |                     |     |   |    |   |    |   |     |    |

## Selección nacional

### Participaciones en Copa de Oro
| Copa                   | Sede           | Resultado        |
| ---------------------- | -------------- | ---------------- |
| Copa Oro CONCACAF 2000 | Estados Unidos | Cuartos de final |

### Partidos internacionales
| # | Fecha                    | Rival             | Sede             | Estadio                        | Resultado | Competición              |
| - | ------------------------ | ----------------- | ---------------- | ------------------------------ | --------- | ------------------------ |
| 1 | 11 de octubre de 1995    | Arabia Saudita    | Los Ángeles      | Los Angeles Memorial Coliseum  | 2 - 1     | Amistoso                 |
| 2 | 16 de noviembre de 1995  | Yugoslavia        | Monterrey        | Estadio Tecnológico            | 0 - 0     | Amistoso                 |
| 3 | 30 de noviembre de 1995  | Colombia          | Los Ángeles      | Los Angeles Memorial Coliseum  | 2 - 2     | Amistoso                 |
| 4 | 6 de diciembre de 1995   | Eslovenia         | Ciudad de México | Estadio Olímpico Universitario | 1 - 2     | Amistoso                 |
| 5 | 13 de febrero de 2000    | Trinidad y Tobago | San Diego        | Qualcomm Stadium               | 4 - 0     | Copa Oro 2000            |
| 6 | 20 de febrero de 2000    | Canadá            | San Diego        | Qualcomm Stadium               | 1 - 2     | Copa Oro 2000            |
| 7 | 15 de agosto de 2000     | Canadá            | Ciudad de México | Estadio Azteca                 | 1 - 2     | Eliminatoria Mundialista |
| 8 | 3 de septiembre de 2000  | Panamá            | Ciudad de México | Estadio Azteca                 | 7 - 1     | Eliminatoria Mundialista |
| 9 | 20 de septiembre de 2000 | Ecuador           | San Diego        | The Home Depot Center          | 2 - 0     | Amistoso                 |